# Aptesis senicula
Aptesis senicula är en stekelart som först beskrevs av Joseph Kriechbaumer 1893.  Aptesis senicula ingår i släktet Aptesis och familjen brokparasitsteklar. Inga underarter finns listade.